# Lumbricillus werthi
Lumbricillus werthi är en ringmaskart som först beskrevs av Wilhelm Michaelsen 1905.  Lumbricillus werthi ingår i släktet Lumbricillus och familjen småringmaskar. Inga underarter finns listade i Catalogue of Life.